# Stictochironomus natalensis
Stictochironomus natalensis är en tvåvingeart som beskrevs av Freeman 1958. Stictochironomus natalensis ingår i släktet Stictochironomus och familjen fjädermyggor. Inga underarter finns listade i Catalogue of Life.